# Kalimanggis (Manonjaya)
Kalimanggis is een bestuurslaag in het regentschap Tasikmalaya van de provincie West-Java, Indonesië. Kalimanggis telt 8311 inwoners (volkstelling 2010).